# Cream Ridge Township
Cream Ridge Township est un ancien township, situé dans le comté de Livingston, dans le Missouri, aux États-Unis,.
Le township est fondé en 1857.

### Source de la traduction
- (en) Cet article est partiellement ou en totalité issu de l’article de Wikipédia en anglais intitulé « Cream Ridge Township, Livingston County, Missouri » (voir la liste des auteurs).